# Detroit (fiume)
Il fiume Detroit (Detroit River in inglese) deriva il suo nome dalla lingua francese Rivière du Détroit, ossia Fiume dello Stretto, dovuto all'erroneo convincimento che il tratto d'acqua da esso rappresentato fosse uno "stretto" (détroit in francese) tra il Lago St. Clair e il Lago Erie.
Sulla sua riva settentrionale il 26 luglio 1701 Antoine Laumet de La Mothe, con il suo subalterno Alphonse de Tonti, fondò Fort Pontchartrain du Détroit (Forte Pontchartrain dello Stretto), embrione della città (oggi statunitense) di Detroit (nello Stato del Michigan), e la parrocchia di Sant'Anna.
Lungo 51 chilometri e largo, da una sponda all'altra, da 1 a 4 chilometri, il fiume è un emissario del Lago St. Clair e un immissario del Lago Erie nella regione dei Grandi Laghi del Nord America al confine tra il Canada e gli Stati Uniti d'America, ad un'altitudine media di 175 metri sul livello del mare.
Oggi fornisce acqua potabile per oltre cinque milioni di persone. Il fiume attraversa le città americane di Detroit, River Rouge, Ecorse, Wyandotte, Grosse Île (sull'isola omonima), Riverview, Trenton e Gibilterra e le città canadesi di Windsor, LaSalle e Amherstburg.
Il fiume è attraversato dall'Ambassador Bridge tra Detroit e Windsor. Anche il tunnel Detroit-Windsor, situato sotto il fiume, collega le due città.
Dal 2001, il fiume Detroit è stato inserito nel Canadian Heritage Rivers System (Rete dei fiumi del patrimonio canadese).